# 宣命 (日本)
宣命指的是将日本天皇的命令不翻译为汉语文言，用汉字直接记载日语所写成的公文。和翻译成汉语文言写成的“诏敕”相对。这种公文中所使用的文体称作宣命体，这种公文中使用的表记日语的方法称作宣命书，将宣命传达给他人的使者称之为宣命使，记载宣命的纸张叫做宣命纸。汉字假名混写文就是脱胎于宣命体，因而在研究假名的发展史中占有重要地位。

## 概要
宣命在日语里的本意是，本来是天皇口述的命令，后来用宣命体写下。奈良时代用于朝贺、即位、改元、立皇后、立太子等仪式中，平安时代以后只用在任大臣、赠位、神社、天皇陵等的告文中。

### 宣命体、宣命书
宣命、祝词（Norito）使用宣命体书写。宣命体的表记法称宣命书。宣命书将体言、用言用汉字书写，助词、助动词、用言的活用词尾用一字一音的万叶假名书写。万叶假名和真名汉字写得一样大的为宣命大書体，万叶假名写成靠右小汉字的为宣命小書体。 宣命体中一个发音使用的汉字一般是固定的，例如「を」为「乎」、「の」为「乃」、「は」为「波」等。
把万叶假名换成平假名，就和现行的汉字假名混写文的写法几乎没有差别了。例如，写成宣命体的话类似于这样（这只是一个例子，不代表历史上有人这么写过）：
——諸葛亮

### 宣命体的由来
据推测来自古代朝鲜的吏读。朝鲜语句子结构和日语类似，都需要助词、助动词等语法成分，因而在汉语文言写成的古代朝鲜公文中補充朝鲜语的語法要素後就有了吏读。吏读原则上加在汉文的各个小节後，这种用法和日本的宣命书一样，因而有人推测宣命体来自于吏读。不过，把万叶假名写成小字的宣命小書体倒是日本人独自的发明。

### 宣命纸
记载宣命的纸，通常是黄麻纸。

## 宣命
『续日本纪』中保留有从697年文武天皇即位时开始的宣命62篇。但每一篇的原件现在都已无存。

### 孝謙天皇宣命
天平胜宝9年（757年）3月25日的孝謙天皇宣命的转写收于正仓院文書·正集第44巻中。
| 原文 | 译文 |
| ---- | ---- |
|      |      |

## 脚注
1. ↑  宣命书中的“书”用法类似“草书”“行书”中的书。
2. ↑  P.117
3. ↑  P.187
4. ↑  『续日本纪』内没有收录。
5. ↑  孝謙天皇宣命的转写还有一篇，收于正仓院文書·续修第一卷。

## 参看
- 万叶假名
- 日本书法史